# Lilí Díaz Rivas
Josefa Julita Díaz Rivas (Finisterre, 26 de octubre de 1938) es una escritora, pintora y empresaria de origen gallego, conocida por reivindicar desde el ámbito literario a la célebre Celia Rivas, primera camionera de España y primera mujer europea en participar como transportista en un conflicto bélico. Su novela biográfica "Celia Rivas Casais", coescrita en 2009 junto a su marido y también escritor Benjamín Trillo Trillo, ha sido elogiada por escritores de renombre como Manuel Rivas, propició la inclusión de Celia en el libro ilustrado "Pioneiras - Galegas que abriron camiño" de Anaír Rodríguez y Nuria Díaz, e inspiró el libro "A punta de pistola" de Fran Alonso, premio Novela por Entregas de La Voz de Galicia en 2012.

## Trayectoria profesional
Tras estudiar comercio en La Coruña, Lilí Díaz Rivas pasó a formar parte del negocio familiar Hijos de Rivas como gestora y contable. En él trabajó para su tía Celia Rivas, así como para sus padres Julita y Agustín. Una vez fallecen Celia y Julita, Lilí pasa a dirigir la empresa junto a Carmen Obelleiro, hasta que se retira en el año 2000 para centrarse en sus negocios inmobiliarios y en su incipiente carrera artística.

### Pintura
Con 64 años se inicia en el mundo de la pintura. Sus cuadros naturalistas han formado parte de varias exposiciones colectivas en diversos ayuntamientos de la Costa de la Muerte. En 2012 celebró dos exposiciones propias: "Paisaxes muradás" en la Casa de cultura de Noya, y "Camiño a Fisterra", en la sala de exhibiciones del Faro de Finisterre. Al año siguiente muestra sus trabajos en el programa "No mellor da vida" para Televisión de Galicia. Finaliza su carrera como artista en 2015 tras sufrir una enfermedad que le imposibilita pintar, dejando una obra con más de cien cuadros. La mayoría de ellos se encuentran en colecciones privadas, aunque muchos de ellos todavía pueden visualizarse en su página de Facebook.

### Literatura
Desde el momento en el que empieza a trabajar en Hijos de Rivas, Lilí pasa a ser la protegida de Celia Rivas, con la que acaba estableciendo una estrecha relación. Tras su fallecimiento en 1974, Lilí empieza a recopilar todas las historias de la familia Rivas en base a las confidencias de su madre Julita y de su tía María. Tras más de 30 años de elaborada investigación, y ya con todas ellas fallecidas, Lilí Díaz y su marido Benjamín Trillo se esmeran en la creación de un libro capaz de registrar todas esas vivencias. La Junta de Galicia accede a un primer manuscrito en castellano, que publica en 2009 con traducción al gallego del escritor Miro Villar. Al mismo tiempo la Vicepresidencia de Igualdade crea la exposición itinerante "Pioneiras", con el objeto de reivindicar el papel de las muchas mujeres anónimas que construyeron la historia moderna de Galicia. Celia Rivas fue la imagen principal de la campaña y su libro fue distribuido tanto en el ámbito local como a nivel nacional y europeo. La edición impresa obtuvo un gran éxito y se agotó en cuestión de semanas. Lilí asistió a muchos de los eventos dedicados a la muestra fotográfica "Pioneiras", que se mantuvo de manera permanente en Bruselas. Existe un ejemplar impreso en la Biblioteca Nacional de España, mientras que la versión digital del libro puede descargarse gratuitamente en formato PDF desde la web oficial de Igualdad de la Junta de Galicia. El European Institute for Gender Equality también promocionó el libro en su web. A nivel académico, la novela biográfica de Lilí Díaz Rivas ha tenido un papel clave en el trabajo de las docentes Pilar Freire Esparís y Susana Martínez Rodríguez para su proyecto MUFREM.

## Vida personal
Lilí Díaz Rivas desarrolló su carrera a medio camino entre Finisterre y Bertamiráns, donde vive actualmente. Es la menor de dos hermanos. Se casó en 1967 con Benjamín Trillo Trillo, con el que tiene cuatro hijas y un hijo.